# Alionycteris paucidentata
Alionycteris paucidentata — вид рукокрилих, родини Криланових.

## Середовище проживання
Ендемік Філіппін, де поширений у межах на висотного діапазону 1500—2250 м над рівнем моря і, можливо, вище. Цей вид є найбільш поширеним в первинному гірському моховому лісі.

## Морфологія
Морфометрія. Довжина голови й тіла: 64—70 мм, довжина передпліччя: 45—50 мм, вага: 14—18 грам.
Опис. Хутро коричнювато-чорного кольору, на спинній стороні є численні м'які покривні волоски, які приблизно в два рази довші підшерстя. Чорнуваті вуха голі, їх краї дещо потовщені. Задні ноги, ступні і пальці ніг густо вкриті волоссям, як і проксимальна (ближча до місця прикріплення) третина рук. Alionycteris — дуже маленька, довговолоса «летюча лисиця», пов'язана з Cynopterus. Має довгі пальці, не має ні зовнішнього хвоста ні міжстегнових мембран, ні заочноямкових отворів. Розділений голий ніс складається з двох циліндрів 4 мм у довжину. Зубна формула, яка відрізняє цей рід від усіх інших відомих родів, така: (I 1/1, C 1/1, P 3/3, M 1/2) х 2 = 26. Густе волосся, що покриває тіло є пристосуванням до високогірного життя. Різні стоматологічні та черепні ознаки припускають, що цей крилановий споживає дуже м'яку їжу.